# Danita Angell
Danita Angell (Oregón, 26 de marzo de 1981) es una modelo estadounidense.  Ha aparecido en la portada de Vogue Italia y en el Victoria's Secret Fashion Show 2000. Angell apareció en muchos desfiles de moda a finales de los 1990s y principios de los 2000s incluyendo Balmain, Chanel, Christian Lacroix, Givenchy, Valentino y Versace. Ha desfilado también para diseñadores como Alexander McQueen, Balenciaga, Calvin Klein, Chanel, Christian Dior, Dolce & Gabbana, Dries van Noten, Fendi, Givenchy, Gucci, Helmut Lang Jil Sander, John Galliano, Louis Vuitton, Marc Jacobs, Missoni, Miu Miu, Moschino, Oscar de la Renta, Prada, Ralph Lauren, Roberto Cavalli, Valentino, Versace, Vivienne Westwood and Yves Saint Laurent. Ha aparecido en anuncios para Missoni, Roberto Cavalli y Versace. Fue nombrada una it girl del milenio por Harper's Bazaar junto a Kate Moss y Amber Valletta.